# Tarquinia
 Tarquinia  olaszországi város, Lazio tartományban. Lakosai száma 16 577 fő (2010. január 1.), területe 279,5 négyzetkilométer. 
A mai város a hajdan virágzó etruszk városállam Tarquinii romjaira épült. Az ősi Tarquinii Etruria legrégebbi települése volt, nevét a hős Tarchonról – a 12 önálló etruszk város szövetségének megteremtőjétől – kapta.  A város mellett a Tarchino halmon feltárt nekropolisz és a közelben fekvő Cerveteri hatalmas temetővárosai 2004 óta az UNESCO kulturális világörökségének részei.

## Fekvése
A város Viterbo megyében, a Marta folyó bal partján 132 méteres tengerszint feletti magasságon elhelyezkedő dombon terül el, Rómától 70 kilométerre északnyugatra, a Tirrén-tenger partján.

## Története
Az egykori Tarchna története a vaskori Villanova-kultúra idejéig, az  i. e. 9. századig nyúlik vissza. A települést az etruszkok alapították. akik kezdetben a mai Toszkána területéről indulva hódították meg a Latium középső vidékét.
A város névadója Tarchon legendás etruszk hős volt, aki a 12 önálló városállamot (ion mintára) szövetségbe fogta, ezt nevezzük Dodecapolisnak. Tarchna, akárcsak Caere, a kereskedelemből, bányászatból és fejlett kézműiparából merítette gazdagságát, ám vallási és politikai befolyása nagyobb volt a szövetség többi városáénál. Fontosságát példázza, hogy a monda szerint innen származik Tagest, a disciplina Etrusca, az etruszk vallás legfontosabb ágának – haruspicium, avagy béljóslás – megalapítója, valamint az hogy a város névadó hősének leszármazottai voltak az ókori Róma (etruszk nevén Ruma) első királyai is: Tarquinius Priscus és Tarquinius Superbus. Tarquinius Superbust i. e. 510-ben a Köztársaság megalapításakor űzték el a rómaiak. A Tarquiniusok uralkodóházának visszaszerzése érdekében kezdett háborúba Tarchna (Tarquinii) és Vei (Veii), majd egész Etruria, ám a hadiszerencse nem pártolta őket. „ …i. e. 505-ben a küméi Arisztodémosz verte szét délen az etruszkok seregét. Néhány évtizeddel később, i. e. 474-ben a szürakuszai Hierón tengeri győzelmet aratott az etruszkok felett a küméi partoknál, és ettől kezdve a szürakuszaiak megakadályozták, hogy az etruszkok tényleges hatalmat gyakoroljanak tengeri birodalmuk, Korzika és Elba felett. Róma és Veü ádáz háborúskodása i. e. 480-ban vette kezdetét, és egészen i. e. 396-ig elhúzódott; néhány évvel később már a gallok pusztították a Pó vidékének etruszk településeit.” I. e. 359–358, majd i. e. 353 és i. e. 351-ben a Róma és Tarchna között kiújúlt határháborúk ismét Róma győzelmével zárultak –  351-ben Tarchna 40 évre békét kért, amit i. e. 308-ban újabb 40 évre kiterjesztett, –  s a város behódolt Rómának. Az elkövetkező századokban a további nagy etruszk városok: Cisra (Caere), Velch (Vulci), Vei is fokozatosan Róma hatalma alá kerültek, majd  Sulla i. e. 82-ben végleg leigázta az etruszkokat.
Az egykori Tarquinii helyén, attól valamivel északabbra új római város épült Civita néven. A város az 5. században püspöki székhellyé lett, amelyet a 8. században szaracénok dúltak és égettek fel. Ezek után a várost nem építették újjá. Lakói a közeli Cornetóban telepedtek le.  Corneto a középkortól – Genova, Pisa és Velence mintájára – mint független, önálló városállam működött, majd a 14. században, elveszítve önállóságát, pápai befolyás alá került.
Az 1872 utáni források Corneto Tarquinia néven említik a várost, amely végül 1934-ben, az olasz fasizmus idején, a hazafias hagyományok újraélesztését célzó kampány során vette fel a Tarquinia nevet.

## Tarquinia nevezetességei

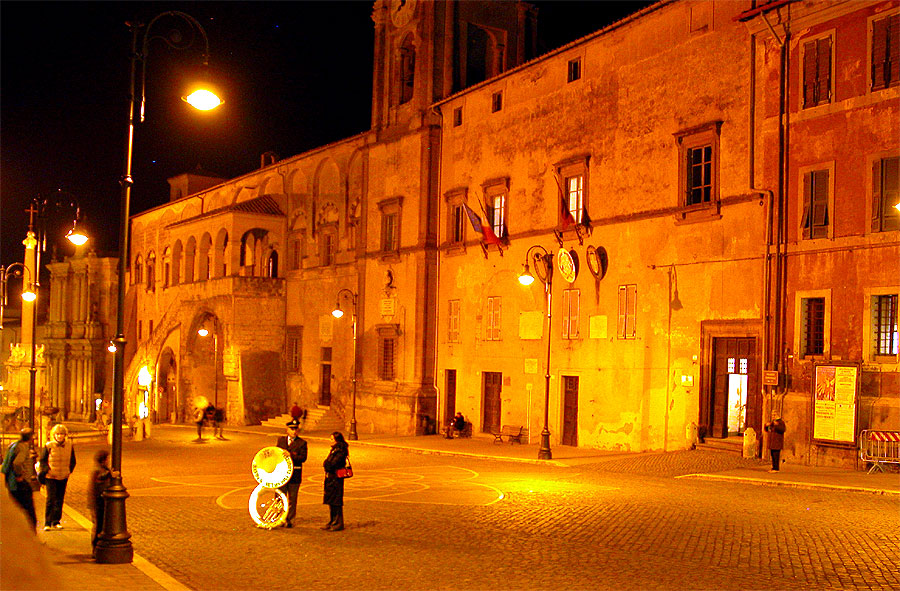
Tarquinia éjszakai látképe a Priori Palotával

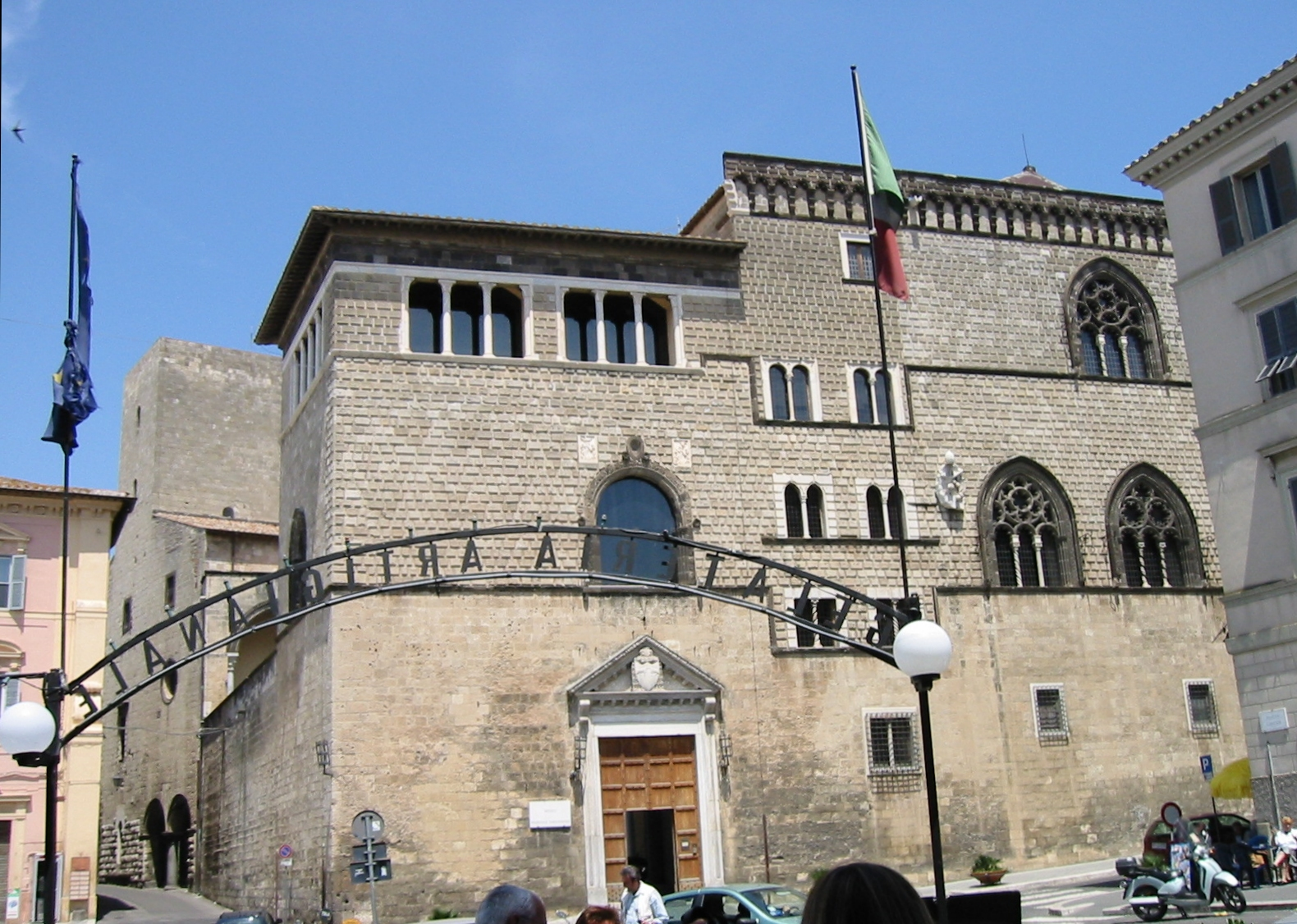
A Vitelleschi Palota, amely a Tarquiniai Nemzeti Múzeumnak ad otthont

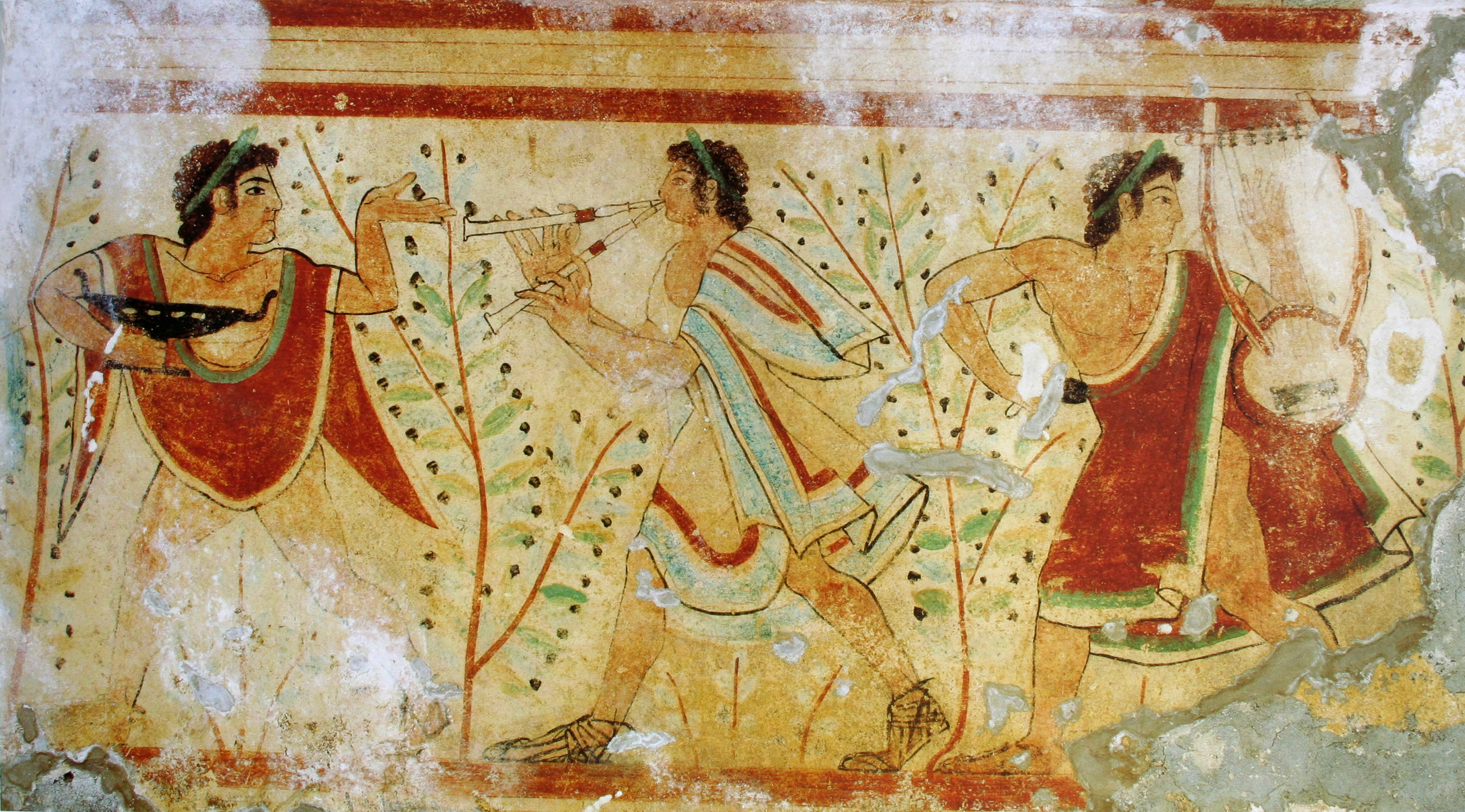
Freskórészlet az etruszk Leopárdos sírból

Szárnyas lovak, Tarquiniai Nemzeti Múzeum

- Monterozzi-Nekropolisz – a világörökséghez tartozó ősi etruszk temetőváros: több mint 6000 halomsír, és a bennük látható csodálatos falfestmények
- A város melletti Tarchino halmon feltárt i. e. 4., valamint az i. e. 6. századi etruszk városfal faragott kőtömbökből épített (5 km, illetve egy 8 kilométer hosszú) szakaszai
- A „Királyné Oltára” elnevezésű – i. e.  4. századi etruszk –  nagytemplom maradványai
- az Óváros és annak középkori tornyai
- Santa Maria di Castello templom (1121-1208) – a bejárata fölé emelkedő bájos, apró harangtoronnyal,
- az arab és bizánci építészeti hatást tükröző San Giacomo és Santissima Annunziata templomok – 12. század
- a város elegáns rózsaablakokkal díszített 13. századi templomai:  San Francesco, San Antonio és  San Pancrazio templomok
- Torri Palota – Palazzo dei Torri – 13. század
- a román stílusú, 13. század eleji Városháza – Palazzo dei Priori –, kiemelten a nagy gyűlésterem Sebastian Matta óriási festményeivel
- Szentlélek Kórház – Hospital Santo Spirito – 15. század
- A reneszánsz Vitelleschi Palota (épült 1431-1485) benne  a
- Nemzeti Múzeum – Museo Nazionale Tarquinese – gazdag etruszk leletanyaga és
- a Dóm, a város impozáns román-gótikus stílusú katedrálisa, amelyet az 1643-as tűzvész után 1656-ban építettek újjá – különösen szép az eredeti templomból épen maradt kórus és Antonio del Massaro freskói 1509-ből

## Testvérvárosok
- Kuba – Jaruco
- Málta – Rabat